# WR 31a
WR 31a通常被稱為Hen 3-519，是位於南半球船底座的一顆沃爾夫-拉葉星，周圍環繞著不斷膨脹的沃爾夫-拉葉星雲。WR 31a不是典型剝離外殼沃爾夫-拉葉星，而是一顆年輕的大質量恆星，其大氣層中仍然殘留著一些氫。

## 觀測歷史
WR 31a於1952年首次公佈，是六顆特殊發射線恆星之一，但當時並未確認其性質。天文學家將WR 31a描述為擁有眾多天津增九譜線，且發射成分異常寬。一年後，WR 31a被天文學家列為與星雲有關，當時認為是行星狀星雲其他行星狀星雲目錄名稱包括ESO 128-18及Wray 15-682。
1976年，WR 31a被納入南半球發射線恆星目錄，這是卡爾·戈登·亨尼茲編制的第三份發射物體目錄。Hen 3-519，有時也被稱為He 3-519，是該恆星最常見的標識。2001年，WR 31a被列入銀河系沃夫-瑞葉星星表第7號，仍然經常被稱為Hen 3-519。
1994年，天文學家利用英澳望遠鏡進行詳細的光譜研究後，WR 31a首次被描述為亮藍變星候選者。
2017年，蓋亞任務發布視差測量結果，測量結果表明WR 31a與鄰居、高光度藍變星船底座AG的距離要近得多（6,500 光年；2,000 秒差距）。